# Autumn Rhythm (Number 30)
Autumn Rhythm (Number 30) (deutsch Herbst Rhythmus (Nummer 30)) ist ein großflächiges abstraktes Gemälde des amerikanischen Malers Jackson Pollock aus dem Jahr 1950, das heute im Besitz des Metropolitan Museum of Art in New York City ist. Ähnlich wie andere Werke aus der späten Phase des Künstlers seit 1947, etwa No. 5, 1948, entstand das Bild im Stil des Abstrakten Expressionismus, indem Farbe auf eine Unterlage, hier eine Leinwand, getropft oder gespritzt wurde.

## Bildbeschreibung
Das Gemälde hat eine Gesamtgröße von 266,7 Zentimeter in der Höhe und 525,8 Zentimeter in der Breite, damit handelt es sich um ein sehr großes Bild. Der Bildgrund ist sandfarben, auf diesem befinden sich Muster, Flecken und Linien in Schwarz, Weiß, Schieferblau und einem leichten Kakaobraun, die die gesamte Leinwand füllen und die durch Tropfen und Verspritzen der Farbe in der für Pollock typischen Art des Action Painting auf die Leinwand gebracht wurden. Das dabei entstehende Muster ist weitgehend zufällig, wird jedoch aufgrund der Wiederholung bestimmter Formen scheinbar regelmäßig, was zeitgenössische Kritiker die Bilder als „Tapetenmuster“ bezeichnen ließ.
Der Rahmen wurde als Begrenzung derart in die Bildgestaltung einbezogen, dass nur wenige Linien diesen scheinbar übergreifen und hinausweisen, dadurch kommt es zu einer Konzentration auf die Bildmitte. Die Linien und Flecken überziehen sich in mehreren Schichten und schaffen damit scheinbar eine komplexe räumliche Bewegung und Tiefe, nach Milton Brown vergleichbar mit einer Galaxie. Durch die Größe des Bildes könne sich der Betrachter aus der Nähe inmitten der Galaxie befinden, aus der Ferne selbige wie die Milchstraße beobachten. Brown schreibt weiter, dass sich die Malerei in dem Bild durch die Art Pollocks, die Farbe auf die Leinwand zu bringen, in eine Zeichnung wandelt, die durch den Verlust der Aufgabe, Formen umzeichnen zu müssen, eine Art Kalligrafie darstellt.

## Entstehung
Die Hinwendung zur rein abstrakten Malerei in Form der Tropfbilder wie Autumn Rhythm stellte für Pollock einen Übergang zur „automatischen, frei assoziierenden Malerei“ dar, wobei „seine Malerei selbst zu einem rituellen Vorgang werden“ ließ. Nach eigenen Worten wollte er damit seine „Gefühle ausdrücken, nicht sie darstellen“ und dabei das Gemalte „leben zu lassen“.
Pollock malte das Bild wie andere Bilder, indem er die Leinwand auf dem Boden auslegte und sie dann von allen Seiten mit der Farbe bearbeitete. Er benutzte dabei selten die klassischen Malerwerkzeuge wie eine Farbpalette und einen Pinsel, stattdessen nutzte er Stöcke, Spatel, Messer und verdünnte und tropfende, flüssige Farbe, die er teilweise auch direkt aus der Dose auf die Leinwand tropfen ließ. Dabei bewegte er sich kontinuierlich um die Leinwand und bearbeitete jede Stelle, ohne einzelne Bereiche hervorzuheben. Wie bei vielen Bildern legte Pollock auch bei Autumn Rhythm erst ein komplexes Muster aus schwarzen Linien mit verdünnter Farbe an, die zum Teil in die unbehandelte Leinwand einzog und so weitere Muster bildete. Das Muster aus den weiteren Farben wurde anschließend aufgetragen.
Die Bewegungen und die Farbführung überließ er dabei zu einem großen Teil dem Zufall und er verzichtete weitgehend auf eine bewusste Kontrolle, indem er die Hand, den Arm und auch den ganzen Körper in Bewegungen versetzte. Zugleich betonte er, dass er die Farbe kontrollieren könne und nichts in dem Bild als Unfall zu werten sei.

## Einordnung in das Werk Pollocks

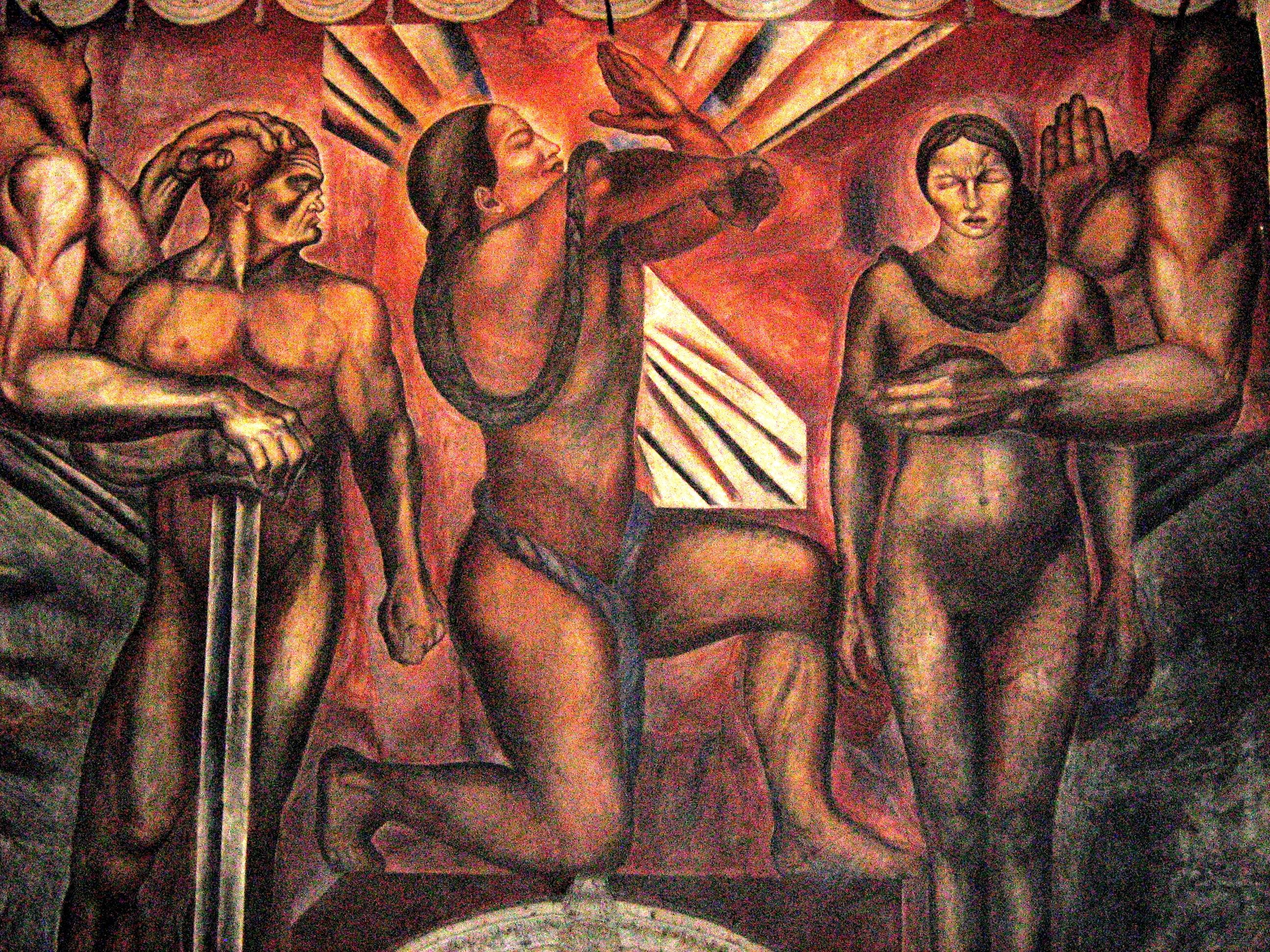
Murales „Omnisciencia“, 1925, Mexiko-Stadt

Autumn Rhythm gehört zu den abstrakt expressionistischen Werken Pollocks, die er seit 1947 schuf. Bis zu diesem Zeitpunkt arbeitete Pollock in unterschiedlichen Stilrichtungen; In seiner Frühphase vor allem beeinflusst durch seinen Lehrer Thomas Hart Benton sowie von den mexikanischen Wandmalern José Clemente Orozco und David Alfaro Siqueiros, die ihn durch ihr soziales Engagement und ihre expressionistische Intensität beeindruckten. Später wendete er sich dem Surrealismus und Vorbildern wie Pablo Picasso und Joan Miró zu, wobei er seine Bilder wie Going West mit „Rätseln und Zauberformeln“ anfüllte, „die er angeblich aus seinem Unterbewußten zog“.
Seine ersten Tropfbilder malte Pollock 1947, unter anderem das Bild Lucifer als heutiges Kernstück der The Anderson Collection der Stanford University. Er schuf damit eine vollständig neue Art der Malerei. Autumn Rhythm entstand im Oktober 1950, zu einem Zeitpunkt, als der Maler auf dem Höhepunkt seines Schaffens war.

## Provenienz
Autumn Rhythm befindet sich im Besitz des Metropolitan Museum of Art in New York. Alfred Barr kaufte es 1957, ein Jahr nach dem Tod des Künstlers, von dem Kunsthändler und Sammler Sidney Janis für einen Preis von 30.000 US-Dollar. Janis, der Verkaufsagent von Jackson Pollock und dessen späterer Witwe Lee Krasner, stellte das Bild in den Vorjahren mehrfach aus und wollte es bereits 1955 für 8.000 US-Dollar an das Museum verkaufen. Barr konnte die Einkaufskommission jedoch nicht vom Kauf des damals umstrittenen Bildes überzeugen. Für den Kauf 1957 konnte Barr den George A. Hearn Fund nutzen, um den durch den Tod des Künstlers nach Absprache mit Krasner gestiegenen Preis von 30.000 US-Dollar begleichen zu können. Die Stiftung, die aus dem Erbe des Sammlers George A. Hearn hervorging, sollte dafür verwendet werden, Bilder zeitgenössischer und lebender amerikanischer Künstler zu kaufen.
Mit Autumn Rhythm konnte das Museum seinen Bestand an Bildern zum Abstrakten Expressionismus ausbauen, der vor allem in den 1950er Jahren durch den Kauf und vor allem die Spende von mehreren weiteren Bildern Pollocks sowie Bildern von Hans Hofmann und Franz Kline, Mark Rothko, Willem de Kooning, Clyfford Still und Mark Tobey, William Baziotes, Sam Francis, Robert Motherwell und Barnett Newman aufgebaut wurde.